# Fédération internationale de hockey
Pour les articles homonymes, voir FIH (homonymie) et IHF (homonymie).
La Fédération Internationale de Hockey (en anglais : International Hockey Federation), communément connue sous l'acronyme FIH, est l'instance dirigeante internationale corps du hockey sur gazon et du hockey en salle. Son siège est à Lausanne, Suisse et le président est le Dr Narinder Dhruv Batra. La FIH est responsable des grands tournois internationaux de hockey sur gazon, notamment la Coupe du monde de hockey sur gazon.

## Histoire
La FIH a été fondée le 7 janvier 1924 à Paris par Paul Léautey, qui en devint le premier président, en réponse à l'omission du hockey sur gazon du programme des Jeux olympiques d'été de 1924. Les premiers membres à rejoindre les sept membres fondateurs étaient l'Autriche, la Belgique, la Tchécoslovaquie, la France, la Hongrie, l'Espagne et la Suisse.
En 1982, la FIH a fusionné avec la Fédération internationale des associations de hockey féminin (IFWHA), qui avait été fondée en 1927 par Australie, Danemark, Angleterre, Irlande, Écosse, Afrique du Sud, États-Unis et Pays de Galles.
L'organisation est basée à Lausanne, Suisse depuis 2005, après avoir déménagé de Bruxelles, Belgique.

## Structure

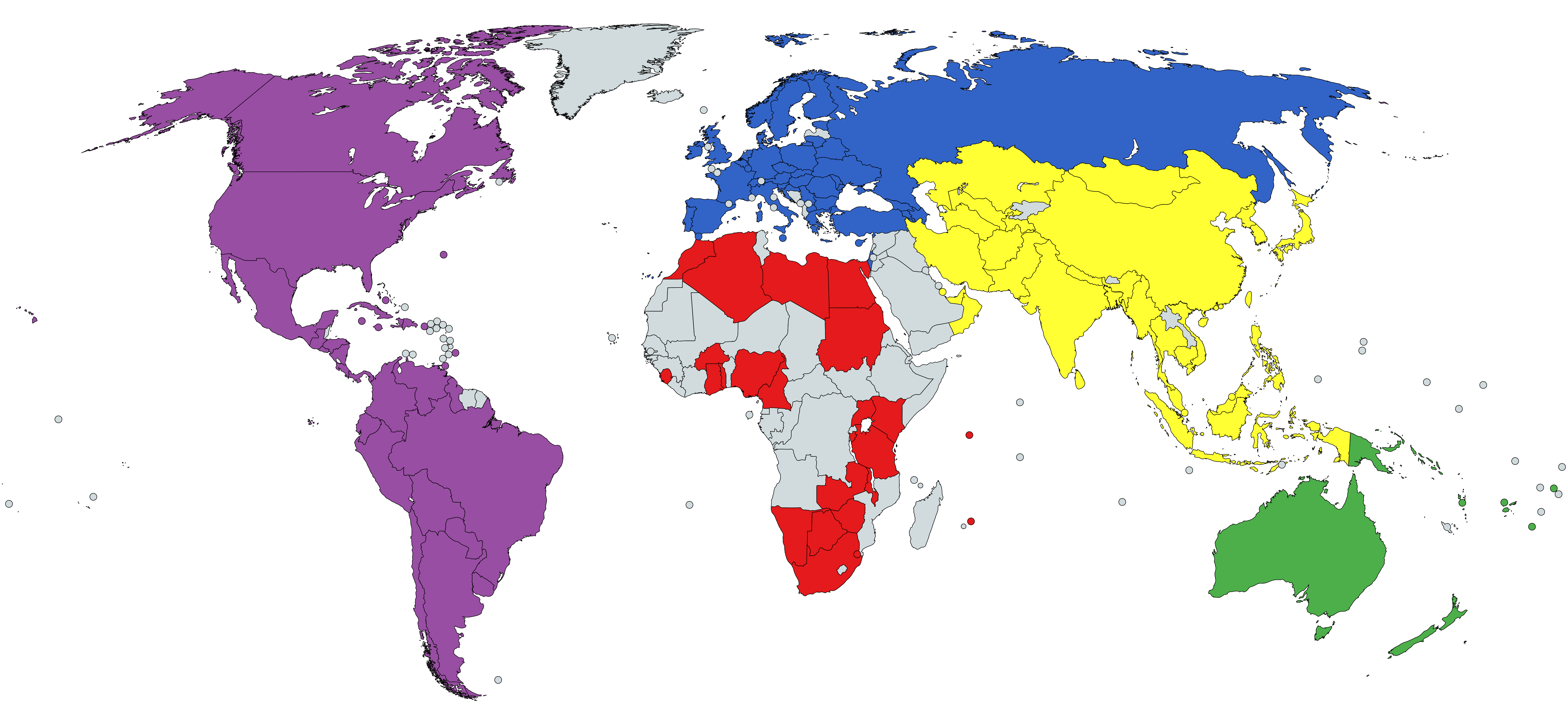
Carte du monde avec les cinq confédérations.

Au total, il y a 138 associations membres au sein des cinq confédérations reconnues par la FIH. Cela inclut la Grande-Bretagne qui est reconnue comme membre adhérent de la FIH, l'équipe a été représentée aux Jeux olympiques et au Champions Trophy. L'Angleterre, l'Écosse et le Pays de Galles sont également représentés par des équipes distinctes dans les tournois sanctionnés par la FIH.
 AfHF – African Hockey Federation
 AHF – Asian Hockey Federation
 EHF – European Hockey Federation
 OHF – Oceania Hockey Federation
 PAHF – Pan American Hockey Federation
Le classement mondial de la FIH a été mis à jour une fois après la fin du tournoi majeur, sur la base des tournois sanctionnés par la FIH.

## Reconnaissance et récompenses
Les prix du meilleur joueur sont décernés chaque année depuis 1998 pour les hommes et les femmes, tandis que la catégorie jeune a été ajoutée en 2001 pour récompenser les meilleures performances des joueurs juniors (moins de 21 ans).
Un autre prix, le « Prix honorifique », a été décerné à des personnes qui ont apporté une contribution exceptionnelle au hockey sur gazon.

## Tournois FIH

### Gazon

#### Majeur
- Coupe du monde masculine de hockey sur gazon
- Coupe du monde féminine de hockey sur gazon
- Jeux Olympiques en coopération avec le Comité international olympique
- Ligue professionnelle masculine de hockey sur gazon
- Ligue professionnelle féminine de hockey sur gazon
- Coupe des nations masculine de hockey sur gazon
- Coupe des nations féminine de hockey sur gazon

#### Amateur
- Coupe du monde masculine de hockey sur gazon des moins de 21 ans
- Coupe du monde féminine de hockey sur gazon des moins de 21 ans
- Jeux olympiques de la jeunesse en coopération avec le Comité international olympique
- Coupe du monde de hockey sur gazon à cinq

#### Défunt
- Champions Trophy
- Champions Challenge masculin I
- Champions Challenge masculin II
- Ligue mondiale de hockey sur gazon masculin
- Champions Challenge féminin I
- Champions Challenge féminin II
- Ligue mondiale de hockey sur gazon féminin
- Hockey Series

#### Autre
- Coupe du monde de hockey sur gazon des maîtres
- Jeux internationaux pour enfants

### Salle
- Coupe du monde de hockey en salle masculin
- Coupe du monde de hockey en salle féminin

### Tenants du titre
| Actuel                             | Actuel               | Actuel               |
| Compétition                        | Masculin             | Féminin              |
| ---------------------------------- | -------------------- | -------------------- |
| Jeux olympiques                    | Belgique (2020)      | Pays-Bas (2020)      |
| Coupe du monde                     | Allemagne (2023)     | Pays-Bas (2022)      |
| Ligue professionnelle              | Pays-Bas (2022-2023) | Pays-Bas (2022-2023) |
| Coupe du monde des moins de 21 ans | Argentine (2021)     | Argentine (2016)     |
| Jeux olympiques de la jeunesse     | Malaisie (2018)      | Argentine (2018)     |
| Coupe du monde en salle            | Autriche (2018)      | Allemagne (2018)     |

## Partenaires
Voici les partenaires de la Fédération internationale de hockey :
- Hero MotoCorp